# Rue Abel-Laurent
La rue Abel-Laurent est une ancienne voie des entrepôts de Bercy, dans le 12e arrondissement de Paris, en France. 

## Situation
Parfois appelée, à tort « rue Albert-Laurent », parallèle à la rue de Dijon cette voie des entrepôts de Bercy débutait rue Saint-Estèphe et se terminait rue de la Garonne.

## Origine du nom
Le nom de cette rue fait référence au cru bourgeois du Médoc le Château Abel Laurent.
Abel Laurent est un riche propriétaire d'entrepôts vinicoles du village de Bercy qui s'oppose au projet d'annexion de cette localité et de celle du commerce de vin par la ville de Paris. Cet Abel Laurent, qui est agent de change à Paris et maire du 8e arrondissement de Paris en 1850, est également propriétaire d'un domaine viticole appelé « château Abel Laurent,, ».

## Historique
Cette rue a été ouverte en 1878.
Elle disparait vers 1993, lors de la démolition des entrepôts de Bercy, dans le cadre de l'aménagement de la ZAC de Bercy.
Son emplacement est désormais inclus dans la partie du parc de Bercy située entre les rues Joseph-Kessel, de l'Ambroisie, François-Truffaut et le quai de Bercy.